# Ангел Найденов
Ангел Петров Найденов е политик от Българската социалистическа партия, министър на отбраната на България.

## Биография
Роден е на 28 септември 1958 г. в Кърджали, България. Завършва специалност „инженер-навигатор“ във ВНВМУ „Н. Й. Вапцаров“, Варна.
Той е народен представител от парламентарната група на Коалиция за България в XXXVII, XXXVIII, XXXIX и XL народно събрание. Бивш кмет на община Димитровград и бивш областен управител на Хасково.

### Парламентарна дейност
- XL народно събрание – член (11 юли 2005 – 25 юни 2009)
- Парламентарна група на Коалиция за България – член (11 юли 2005 – 18 август 2005)
- Парламентарна група на Коалиция за България – зам. председател на ПГ (18 август 2005 – 7 май 2008)
- Парламентарна група на Коалиция за България – председател на ПГ (7 юли 2008 – 25 юни 2009)
- Комисия по външна политика – член (24 август 2005 – 25 юни 2009)
- Комисия по отбраната – председател (24 август 2005 – 16 октомври 2008)
- Комисия по отбраната – член (16 октомври 2008 – 25 юни 2009)
- Временна комисия за промени в изборното законодателство – председател (13 март 2009 – 22 април 2009)

Внесени законопроекти:
- Законопроект за изменение и допълнение на Закона за военноинвалидите и военнопострадалите
- Законопроект за изменение и допълнение на Закона за избиране на членове на Европейския парламент
- Законопроект за изменение и допълнение на Закона за Министерството на вътрешните работи
- Законопроект за изменение и допълнение на Закона за политическите партии
- Законопроект за Резерва на силите от системата за национална сигурност на Република България

## Личен живот
През 2011 г. заради връзката си с Мая Манолова (БСП) се развежда със съпругата си д-р Нина Найденова.